# Amerykańskie ruchy kontestacyjne w latach sześćdziesiątych
Amerykańskie ruchy kontestacyjne w latach sześćdziesiątych XX w. – fala ruchów społecznych kontestujących rzeczywistość społeczną i polityczną, która przeszła przez Stany Zjednoczone.
Lata 60. były pod tym względem wyjątkowe w historii Stanów Zjednoczonych. Obok dawniejszych ruchów, które nasiliły czy odnowiły swoją działalność (feminizm, ruchy emancypacyjne Afroamerykanów), pojawiły się też nowe zjawiska – młodzieżowa kontrkultura, nowa lewica. Poszczególne ruchy były często ze sobą ściśle związane. W konsekwencji, lata sześćdziesiąte na trwałe zmieniły oblicze społeczeństwa amerykańskiego.
Nasilenie się kontestacji w Stanach Zjednoczonych zbiegło się z podobnymi wydarzeniami w innych krajach, takich jak Francja lub Niemcy, w których znalazły one kulminację w roku 1968.

## Powstanie młodzieżowej kontrkultury
Po II wojnie światowej w wielu krajach nastąpił znaczący wyż demograficzny. Pokolenia wchodzące w dorosłość w latach 60., żyły w zasadniczo odmiennych warunkach niż ich rodzice. Na przełomie lat pięćdziesiątych i sześćdziesiątych XX w., w Stanach Zjednoczonych na bazie konfliktu pokoleń, zaczął też narastać sprzeciw wobec amerykańskiego systemu politycznego, społecznego i gospodarczego Określany on jest mianem kontrkultury, nurtu społecznego całkowicie odrzucającego wartości i instytucje kultury amerykańskiej. Kontrkultura przejawiała się w wielu nurtach i w głównej mierze była związana z kulturą młodzieżową, oraz nowych ruchów społecznych.
Kontrkultura wyrastała z aktywnego pod koniec lat pięćdziesiątych XX w. literackiego ruchu beatników. Kontrkultura lat sześćdziesiątych objęła szerokie masy młodzieży, przede wszystkim studentów. Podobnie jak beatnicy, młodzież odrzucała wartości pokolenia swoich rodziców, zarzucając im konformizm, nadmierną racjonalność. Jako wartości nadrzędne postulowano indywidualną wolność, dążenie do samorealizacji, pogłębioną duchowość. Popularne stało się eksperymentowanie z narkotykami w poszukiwaniu nowych doznań i poszerzaniu świadomości. Ich propagatorem (w szczególności LSD) był Timothy Leary. Jednocześnie zachodziły głębokie przemiany w traktowaniu seksualności, prowadzące do większej otwartości w jej wyrażaniu i rozluźnieniu zasad moralnych i kontroli społecznej (rewolucja seksualna). Rewolucja seksualna oznaczała również rosnącą tolerancję wobec homoseksualizmu. W czerwcu 1969 r. w Nowym Jorku wybuchły zamieszki w związku z represjami w klubie dla homoseksualistów Stonewall. Są one traktowane jako początek ruchu Gay Liberation.

## Hippisi

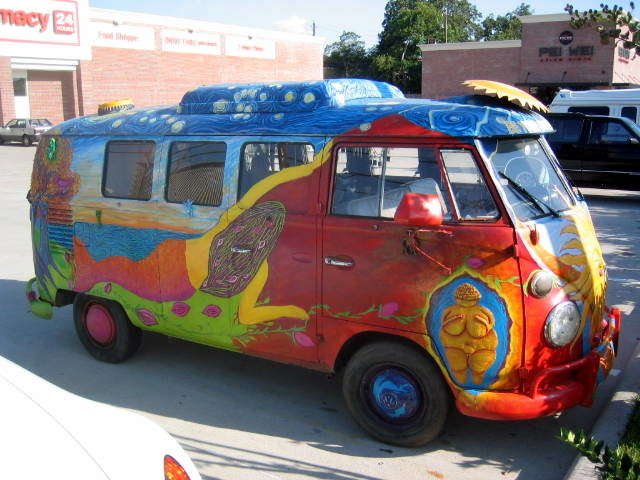
Ręcznie malowany volkswagen z 1967 r., używany przez hippisów

Ok. 1965 młodzieżowe ruchy kontrkulturowe zaczęto określać jako hippisów. Szczytem popularności ruchu było Lato miłości w 1967, festiwal w San Francisco, który zgromadził ok. 100 tys. ludzi z całych Stanów Zjednoczonych. Na popularność ruchów hippisowskich wpłynął intensywny rozwój muzyki rozrywkowej (The Beatles, Bob Dylan, The Doors, The Mamas & the Papas, Grateful Dead).
Hippisi poszukiwali nowych form życia społecznego, zakładając m.in. komuny, z których jednymi z pierwszych znajdowały się w Haight-Ashbury (dzielnica po drugiej stronie zatoki w San Francisco) i East Village (w Nowym Jorku). Młodzieżowa kontrkultura od początku miała też wymiar polityczny. Często łączyła się z innymi ruchami kontestacyjnymi, takimi jak feminizm, walka o prawa Afroamerykanów czy nowa lewica.

## Ruchy studenckie
Kontrkultura była szczególnie popularna w środowiskach studenckich. Studenci byli również aktywnymi uczestnikami innych ruchów kontestacyjnych: antywojennego, obrony praw obywatelskich czy feministycznego. Organizacją studencką o największym wpływie politycznym byli Studenci na rzecz Demokratycznego Społeczeństwa (Students for a Democratic Society – SDS). Organizacja ta, założona w 1960 r., swój program sformułowała w Oświadczeniu z Port Huron w 1962 r. SDS początkowo odrzucała marksizm i system panujący w krajach realnego socjalizmu, propagując rewolucję wśród klasy średniej. Wraz z zaostrzaniem się sytuacji społecznej w USA i na skutek przedłużającej się wojny w Wietnamie, SDS coraz bardziej się radykalizowała, stając się czołową organizacją nowej lewicy, by w 1968 r. ogłosić się organizacją rewolucyjną. Data ta zbiegła się z protestami studenckimi w innych krajach. Studencka rewolta zaczęła się od okupacji pięciu głównych budynków uniwersyteckich na Uniwersytecie Columbia w Nowym Jorku i bitwy w akademickiej dzielnicy Morningside Heights. Zamieszki te zostały stłumione przez nowojorską policję, przyczyniły się jednak do wzrostu popularności ich organizatora Marka Rudda (lokalnego przywódcy SDS), który stał się jednym z głównych działaczy organizacji, jeszcze bardziej ją radykalizując. Wreszcie latem 1969 r. podczas zjazdu w Chicago większość członków wystąpiła z SDS i założyła radykalną lewicową organizację „Weatherman” działającą w podziemiu .
Inną politycznie zaangażowaną organizacją studencką była utworzona 1 stycznia 1968 r. przez Jerry’ego Rubina i Abbiego Hoffmanna radykalna i rewolucyjna Youth International Party, której członkowie określali się jako yippies.

## Nowa lewica
Pod koniec lat pięćdziesiątych XX w. w środowiskach studenckich zaczął powstawać nowy typ ruchów lewicowych. Ruchy te były określane jako „nowa lewica”, w celu odróżnienia ich od tradycyjnej, „starej lewicy”. Do starej lewicy zaliczano środowiska odwołujące się do tradycyjnego odczytania myśli marksistowskiej i socjalistycznej. Kładła ona nacisk na kwestie ekonomiczne, takie jak poprawa warunków życia klasy robotniczej, problem konfliktu klasowego czy egalitarnego postępu społecznego. Nowa lewica, ukształtowana w radykalnych środowiskach studenckich, mniejszy nacisk kładła na kwestię stosunków klasowych i ekonomicznych, skupiając się na radykalnej zmianie kulturowej, prawach człowieka. W odmienny sposób niż stara lewica, traktowała pojęcie kultury, opresji społecznej, władzy, ideologii. Obok kwestii klasowych, podejmowała przede wszystkim kwestie rasowe i genderowej. Wpływowymi myślicielami ruchu byli Herbert Marcuse, Louis Althusser, Jean-Paul Sartre, Frantz Fanon. Poszukiwano nowych odczytań myśli marksistowskiej, odchodzących od komunistycznej ortodoksji. Popularne były marksizm strukturalistyczny, maoizm i trockizm.
Nowa lewica zradykalizowała politycznie ruchy młodzieżowe, angażując się w inne ruchy kontestacyjne (w szczególności - ruch praw obywatelskich, feminizm, ruch antywojenny) . Główną organizacją z nią związaną byli Studenci na rzecz Demokratycznego Społeczeństwa (SDS), a ich poglądy wyrażało Oświadczenie z Port Huron.
Równocześnie z amerykańską nową lewicą, zmiany w ideologii lewicowej zachodziły również w krajach europejskich, znajdując kulminację w protestach roku 1968 (szczególnie we Francji i w Niemczech).

## Ruch antywojenny

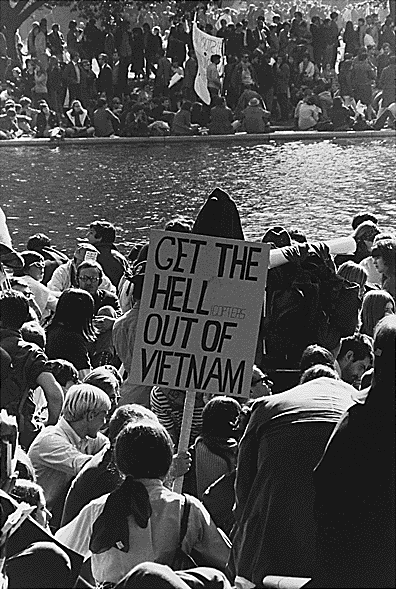
Protest przeciwko wojnie w Wietnamie w Waszyngtonie w 1967 r.

Pacyfka – symbol po raz pierwszy użyty w Wlk. Brytanii w 1958 r., w latach 60. przejęty przez ruch hippisowski i antywojenny w USA

Sprzeciw wobec wojny w Wietnamie (1965-1973) stał się zalązkiem największych antywojennych ruchów w amerykańskiej historii. Protestujący wywodzili się z różnych środowisk, różne były też ich motywacje i argumentacja. Można ich podzielić na trzy zasadnicze grupy:
- Antyimperialiści – uznający Stany Zjednoczone za agresywne mocarstwo prowadzące politykę imperialną przeciwko rewolucyjnemu Wietnamowi,
- pacyfiści – protestujący przeciwko wojnie jako takiej, stosujące w protestach taktyki nonviolence i nawołujący do natychmiastowego wycofania oddziałów amerykańskich,
- liberałowie, przedkładający nad wojnę tradycyjne formy politycznego nacisku i nawołujący do negocjacji pokojowych.

Również metody protestu były różne. 27 listopada 1965 marsz na Waszyngton na rzecz pokoju w Wietnamie zgromadził 350 tys. ludzi.
W 1967 r. Narodowa Mobilizacja w Celu Zakończenia Wojny w Wietnamie (National Mobilisation to End the War in Vietnam – Mobe) zorganizowała marsz protestacyjny na Pentagon. Młodzi ludzie publicznie palili karty powołania do wojska, powszechne były też ucieczki do Kanady w celu uniknięcia poboru do wojska . Organizowano również akcje obywatelskiego nieposłuszeństwa i biernego oporu (np. sit-ins ). 4 maja 1970 pokojowe protesty studenckie zakończyły się masakrą na uniwersytecie w Kencie, kiedy 4 studentów zginęło, a 9 zostało rannych z ręki Gwardii Narodowej.

## Walka o prawa Afroamerykanów

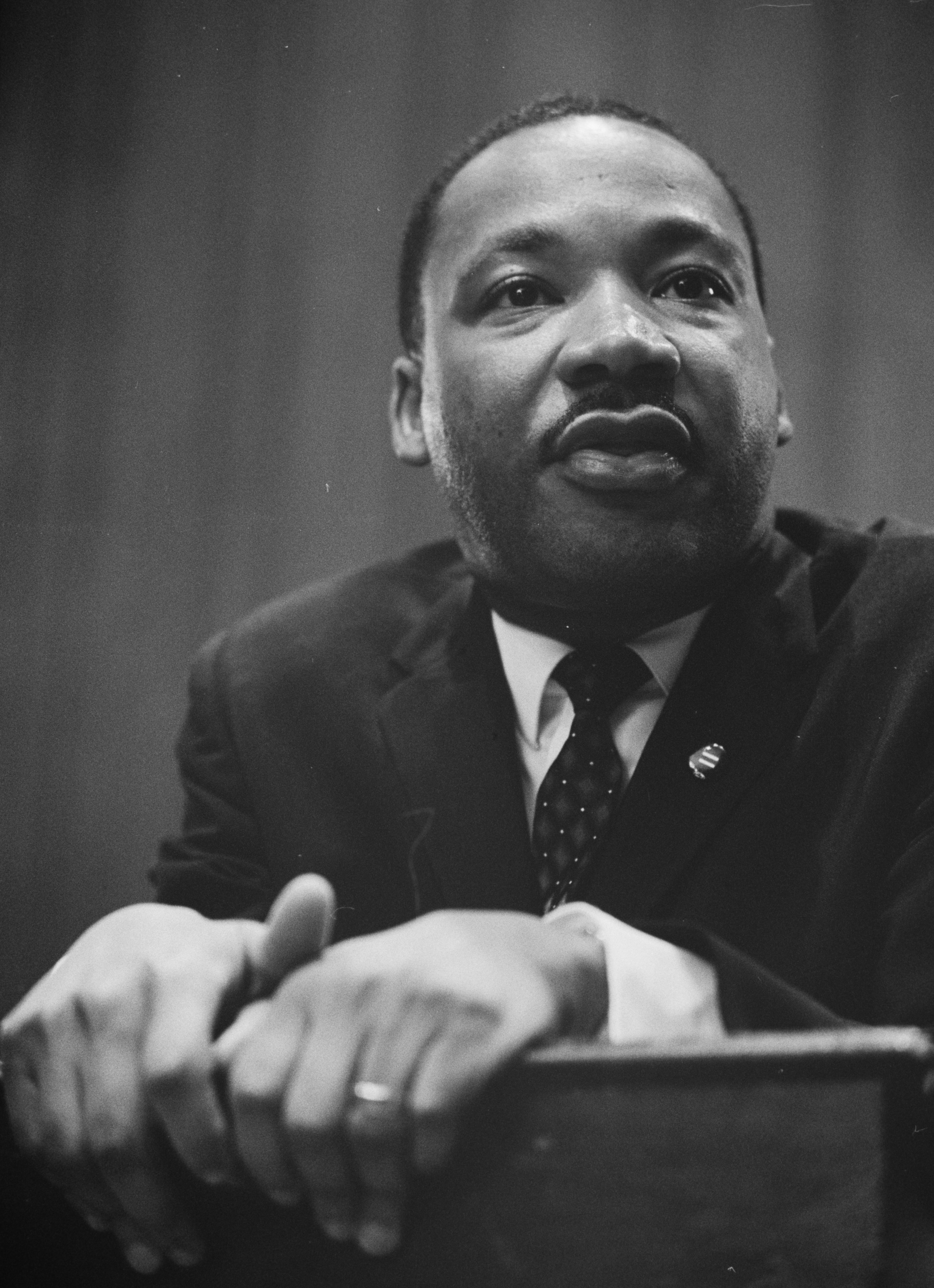
Martin Luther King

Walka o równouprawnienie czarnej ludności w południowych stanach toczyła się już od lat 50. W 1955 r. za sprawą Rosy Parks doszło do bojkotu autobusów w Montgomery. W 1957 r. współorganizatorzy bojkotu i Martin Luther King utworzyli Konferencję Przywódców Chrześcijańskich Południa (Southern Christian Leadership Conference – SCLC), najbardziej znaną i najskuteczniejszą organizację walczącą o prawa Afroamerykanów i zniesienie regulacji rasistowskich na Południu (tak zwanych praw Jima Crowa). Organizacja ta, stosująca nieposłuszeństwo obywatelskie i zasadę niestosowania przemocy nawet w obliczu bezpośredniej agresji, zyskiwała coraz większą popularność nawet wśród białej klasy średniej, a jej charyzmatyczny przywódca Martin Luther King w 1964 r. otrzymał pokojową Nagrodę Nobla.
Ruch praw obywatelskich stosował różnego rodzaju formy protestu od wymuszania obsługi w lokalach dla białych (tzw. sit-ins), domaganie się rzeczywistego przestrzeganie praw desegregacyjnych (np. w transporcie publicznym), po masowe protesty i marsze (w szczególności marsz na Waszyngton w 1963).
Akcje ruchu okazały się w wielu punktach skuteczne. Zmianę przyniosły reformy zapoczątkowane przez prezydenta Johna F. Kennedy’ego, a kontynuowane przez Lyndona Johnsona (1963–1964), którzy przyjęli zasadnicze punktu programu ruchu, w szczególności w zakresie zniesienia segregacji w szkolnictwie i miejscach publicznych oraz w realizacji praw wyborczych Afroamerykanów. Zwieńczeniem tych reform była ustawa o prawach obywatelskich z 1964 (Civil Rights Act of 1964), traktowana jako realizacja postulatów ruchu. Po jej ustanowieniu ruch stracił na dynamice; wielu działaczy uznało bowiem, że więcej nie można już osiągnąć. 4 kwietnia 1968 James Earl Ray zastrzelił w Memphis Martina Luthera Kinga, co doprowadziło do wybuchu protestów i zamieszek z których największe wybuchły w kwietniu w Chicago.
Działania SCLC spotykały się też z krytyką wielu radykalnych środowisk czarnej ludności, którzy skupili się wokół ruchu Black Power (czarnej siły). Preferowali oni bardziej aktywną walkę na rzecz równouprawnienia, czasami przybierającą formy terrorystyczne. Ich najbardziej znanymi przedstawicielami byli Malcolm X (zastrzelony 21 lutego 1965) i organizacja Czarnych Panter.

## Ruch feministyczny
Lata 60. były też początkiem nowoczesnego feminizmu (tzw. feminizmu drugiej fali), w czym dużą rolę odegrało wydanie książki Mistyka kobiecości Betty Friedan (1963).
Tzw. liberalny feminizm kładł nacisk na walkę o równouprawnienie kobiet, poprzez przyznanie im równych praw politycznych i osobistych. Radykalne feministki wskazywały, że formalne gwarancje równych praw są niewystarczające wobec głębokiego podporządkowania kobiet w społeczeństwie. Prawdziwa emancypacja musi więc polegać na radykalnej zmianie struktur społecznych i ekonomicznych.

## Ruch ekologiczny
Lata sześćdziesiąte były też momentem narodzin ruchu ekologicznego w Stanach Zjednoczonych. Początkowo nie miał on samodzielnego znaczenia, a jego hasła obecne były w światopoglądzie nowej lewicy. Samodzielne znaczenie zyskał on dopiero w kolejnej dekadzie. W przeciwieństwie do wcześniejszych nurtów kultury amerykańskiej podkreślających znaczenie przyrody, nowy ruch ekologiczny wskazywał na autonomiczną wartość natury i miał charakter kontrkulturowy.
Kluczowa dla rozwoju ruchu była wydana w 1962 Silent Spring autorstwa Rachel Carson. Od początku zdobyła ogromną popularność i wpływ na debatę publiczną. Jej zasadnicza idea, że rozwój przemysłu chemicznego i rosnące wykorzystanie chemikaliów, prowadzą do stopniowej degradacji środowiska naturalnego, poprzez wytępienie chwastów, owadów, dalszej kolejności również ptaków, a w konsekwencji do „milczącej wiosny”. Na tej pracy swoje programy oparło wiele ruchów i organizacji ekologicznych.